# Nicola Calandro
Nicola Calandro zvaný Frascia (3. července 1715 Frasso Telesino – po r. 1771 tamtéž) byl italský hudební skladatel

## Život
Nicola, páté ze šesti dětí Michele a Antonie Moselle, se narodil 3. července 1715 ve Frasso Telesino. Hudební základy získal u kanovníka místního kostela Frasso Telesina. Ve studiu pokračoval na neapolské konzervatoři Sant'Onofrio a Capuana, kde byli jeho učiteli Ignazio Prota a Francesco Feo.
Po skončení studia působil v Neapoli v divadle Teatro della Pace, kde byly uvedeny jeho čtyři hudební komedie v neapolském dialektu: Lo barone Landolfo (1747) na libreto D'Avina, La mugliera traduta (1747) a Li dispiette d'ammore (1748) na text Palomba a konečně Lo Tutore 'nnammorato (1749) na text Trinchera.
Přestěhoval se do Říma a v letech 1749–1750 byl ve službách kardinála Domenica Orsiniho s titulem Virtuoso presso l'Eccellentissima Casa Orsini d'Aragona. V této době komponoval převážně chrámové a instrumentální skladby podle potřeb svého ochránce. Teprve v lednu 1755 se představil římské veřejnosti také jako operní skladatel, když v divadle Teatro Argentina uvedl svou Farsettu per musica. Na začátku roku 1756 uvedl v Terni oratorium pro tři hlasy, sbor a orchestr Saul e Gionata a na podzim v Benátkách komickou operu na text Carla Gozziho I tre matrimoni v divadle Teatro Grimandi di S. Samuele. Mezi tím byla v Římě v létě téhož roku na svátek Nanebevzetí Panny Marie provedena kantáta Le Corone.
Během karnevalu 1757, byl opět v Římě, kde se v Teatro Valle hrálo intermezzo La Pugna Amorosa. V roce 1758 působil v Bologni, kde zdokonalil své hudební znalosti u renomovaného kontrapunktisty Giovanni Battisty Martiniho a dával lekce hry na cembalo v rodině Bettiů. Při této příležitosti vyvinul vlastní metodu výuky hry na tento nástroj.
Jeho sláva pronikla i za hranice Itálie, o čemž svědčí, že mnoho jeho rukopisů je rozeseto po archivech celé Evropy. V poslední době byly objeveny jeho rukopisy i v klášteře jezuitských misionářů v Chiquitos v Bolívii.

## Dílo

### Jevištní díla
- La mogliera traduta (commedia per musica, libreto Antonio Palomba, jaro 1747 Neapol, Teatro della Pace)
- La pugna amorosa ossia Amor cagion' di tutto (intermezzi per musica pro tři hlasy, karneval 1747 Řím, Teatro della Valle)
- Lo barone Landolfo (commedia per musica, libreto Gennaro D'Avino, karneval 1747 Neapol, Teatro della Pace)
- Li despiette d'ammore (commedia per musica, pasticio, libreto Antonio Palomba, 1. a 2. dějství: Nicola Bonifacio Logroscino, karneval 1748 Neapol, Teatro della Pace)
- Lo tutore 'nnamurato (commedia per musica, libreto Pietro Trinchera), karneval 1749 Neapol, Teatro della Pace)
- Farsetta per musica (karneval 1755 Řím, Teatro Argentina)
- I tre matrimoni (commedia per musica, libreto Carlo Gozzi,podzim 1756 Benátky, Teatro Grimandi di S. Samuele)
- La pugna amorosa (intermezzo na text Angela Lungiho, Řím, Teatro Valle, karneval 1757);
- Lo stordito deluso (intermezzo pro tři hlasy, karneval 1758 Bologna, Teatro del pubblico della Sala)
- La schiava per amore (intermezzo pro tři hlasy, 1772 Frasso Telesino, Teatro dell'insigne Terra)

### Další skladby
- * "E una stella la mia bella" (árie, 1744 Řím, Teatro Argentina)
- 6 árií pro dramma giocoso Don Poppone skladatele Baldassarra Galuppiho (Bologna, Teatro Formagliari, leden 1759)
- 2 árie pro operu Gl'uccellatori skladatele Floriana Gassmanna (Benátky, Teatro San Moisé, 1759)
- Čtyři árie pro operu Il Dottore skladatele Domenica Fischiettiho (Benátky, Teatro San Moisé, 1759)
- Saul e Gionata, cantata a due e tre voci, coro e orchestra (Terni, 1756)
- Le Corone, componimento pastorale (Řím, 1756)
- Kyrie et Gloria per quattro voci e orchestra
- Te Deum per quattro voci e orchestra
- Mentre che al soglio ascendo, aria sacra per soprano e orchestra
- Duetti per due soprani e basso continuo
- Sinfonia per orchestra (Benátky, 1755)
- Concerto per flauto e orchestra
- Due Sonate per flauto e basso continuo
- Rudimenti per il clavicembalo (Bologna, 1758)